# Comté de Cochise
Pour les articles homonymes, voir Cochise (homonymie).
Le comté de Cochise est un comté de l'État de l'Arizona aux États-Unis. Selon le recensement des États-Unis de 2020, il comptait 125 447 habitants. Son siège de comté est la ville de Bisbee.

## Historique
Le comté de Cochise a été fondé le 2 février 1881. Le gouverneur de l'État, John Charles Frémont, nomme à leurs postes un certain nombre de fonctionnaires, appointant notamment Johnny Behan, comme premier shérif et receveur des impôts du nouveau comté.

## Comtés et Municipios voisins
|                     | Comté de Graham                                                 | Comté de Greenlee                |
| Comté de Pima       | comté de Cochise                                                | Comté de Hidalgo Nouveau-Mexique |
| Comté de Santa Cruz | Agua Prieta (es) Cananea (es) Naco (es) Santa Cruz (es) Mexique |                                  |

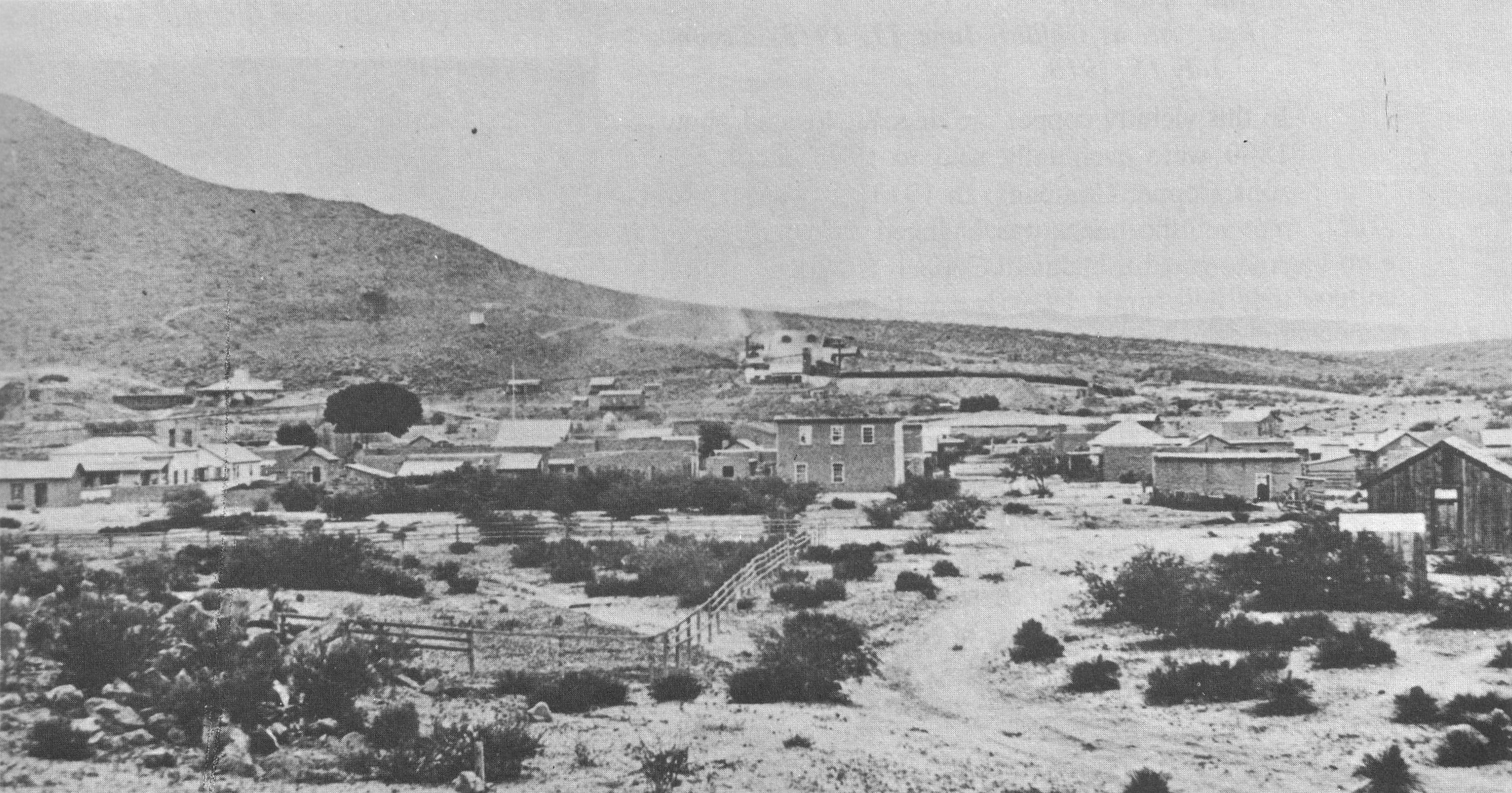
Charleston en 1885.
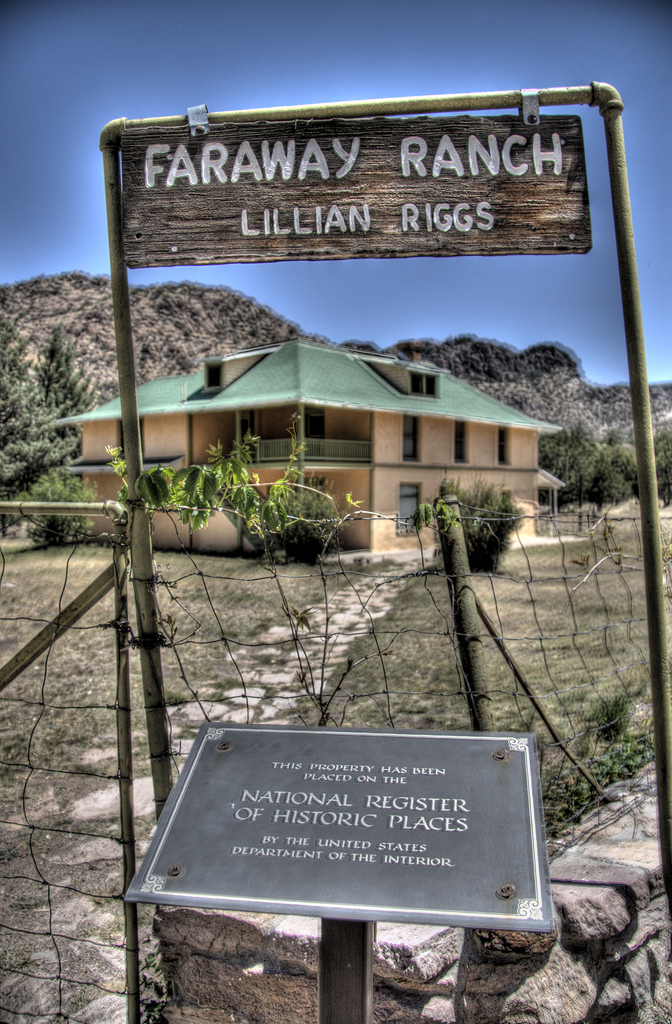
Le Faraway Ranch.
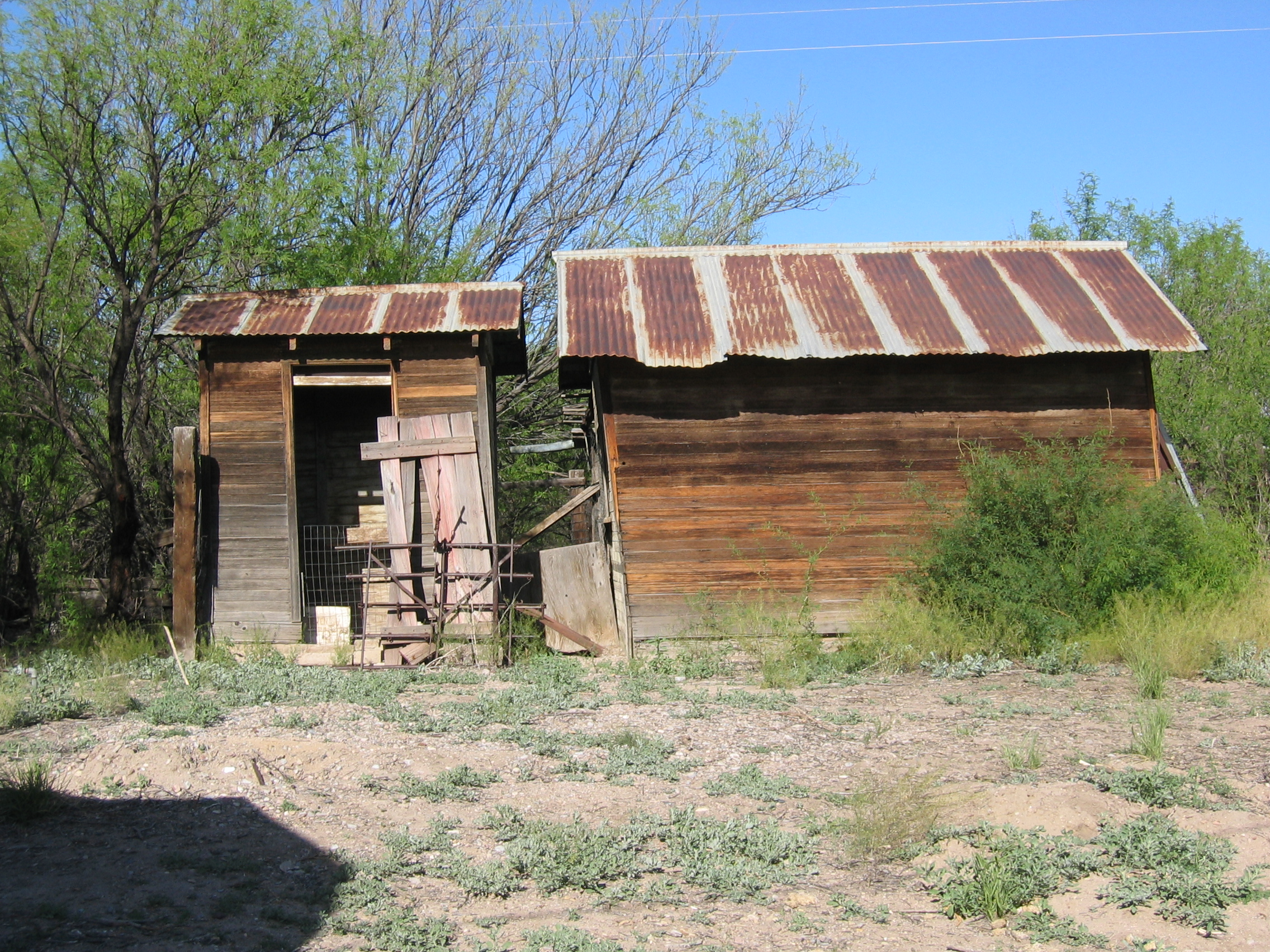
Dans la ville-fantôme de Fairbank.
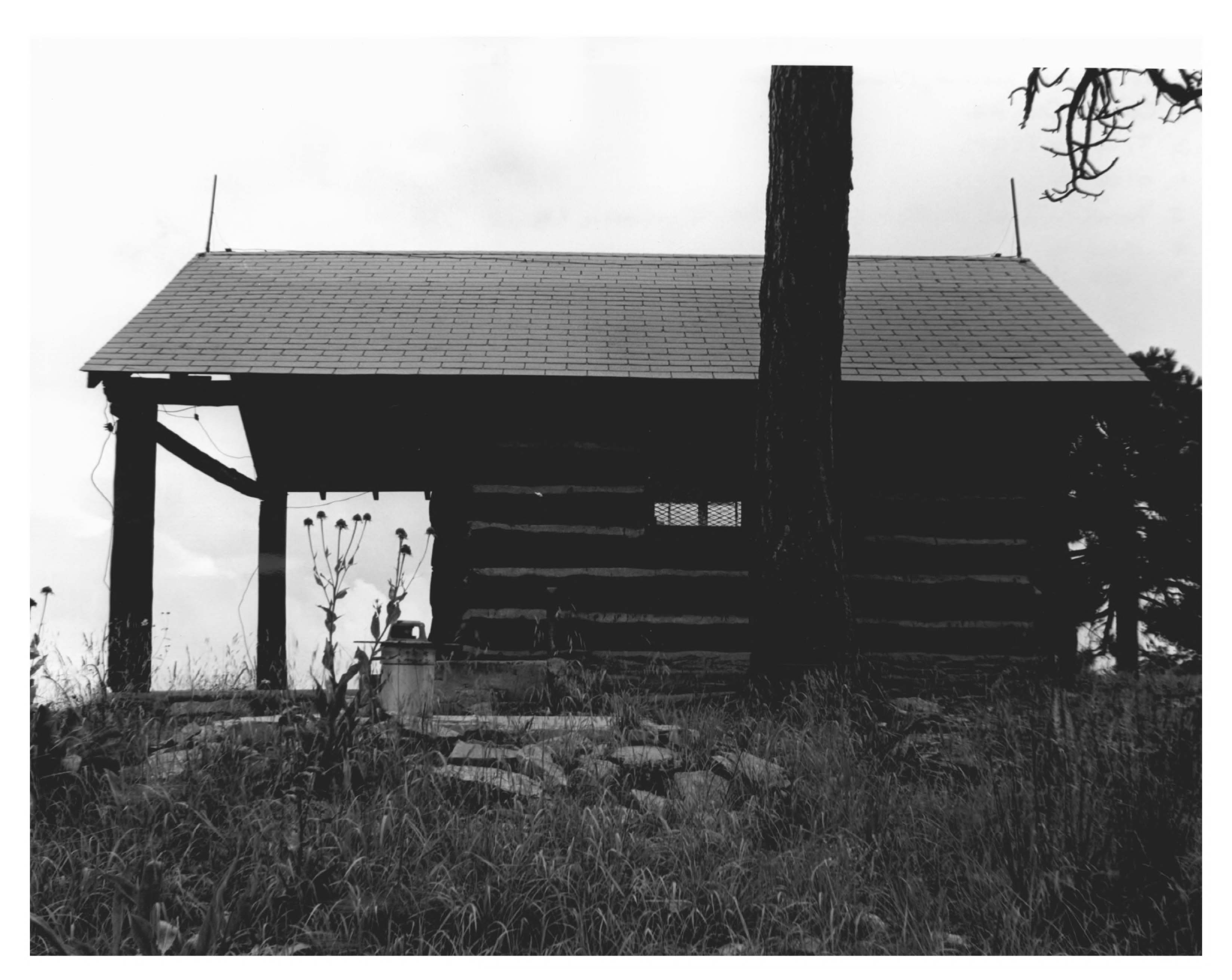
Monte Vista Lookout Cabin.

## Démographie
| Groupe            | Comté de Cochise | Arizona | États-Unis |
| ----------------- | ---------------- | ------- | ---------- |
| Blancs            | 78,5             | 73,0    | 72,4       |
| Autres            | 9,9              | 12,1    | 6,2        |
| Afro-Américains   | 4,2              | 4,1     | 12,6       |
| Métis             | 4,0              | 3,4     | 2,9        |
| Asiatiques        | 1,9              | 2,8     | 4,8        |
| Amérindiens       | 1,2              | 4,6     | 0,9        |
| Océaniens         | 0,3              | 0,2     | 0,2        |
| Total             | 100              | 100     | 100        |
|                   |                  |         |            |
| Latino-Américains | 32,4             | 29,7    | 16,7       |

Selon l'American Community Survey, en 2010 71,48 % de la population âgée de plus de 5 ans déclare parler l'anglais, alors que 24,76 % déclare parler l’espagnol, 1,10 % l'allemand, 0,50 % le tagalog et 2,16 % une autre langue.
| 1890  | 1900  | 1910   | 1920   | 1930   | 1940   | 1950   | 1960   |
| ----- | ----- | ------ | ------ | ------ | ------ | ------ | ------ |
| 6 938 | 9 251 | 34 591 | 46 465 | 40 998 | 34 627 | 31 488 | 55 039 |

| 1970   | 1980   | 1990   | 2000    | 2010    | 2020    | - | - |
| ------ | ------ | ------ | ------- | ------- | ------- | - | - |
| 61 910 | 85 686 | 97 624 | 117 755 | 131 346 | 125 447 | - | - |